# Piastowice

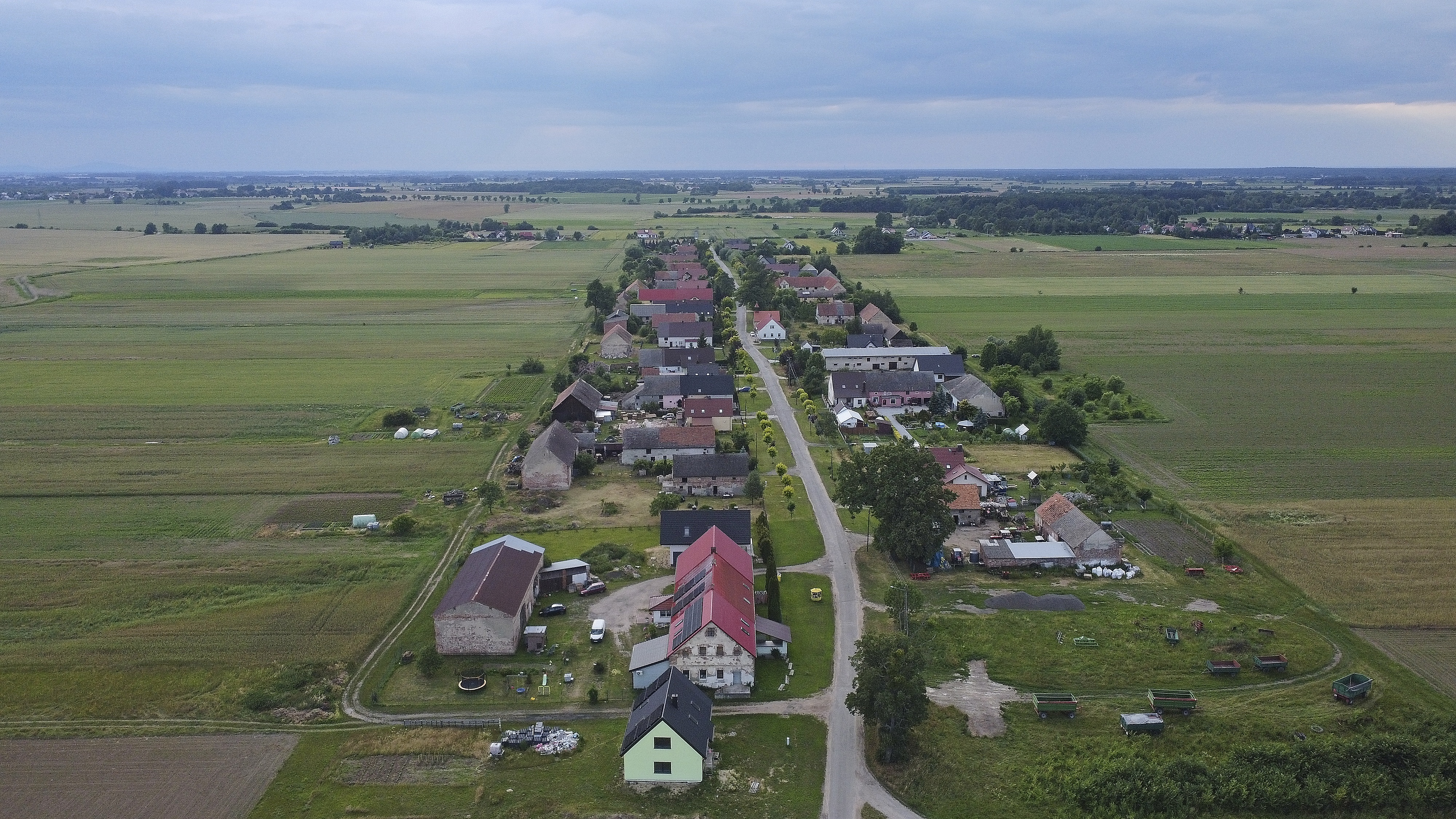
Piastowice 2024

Piastowice (deutsch Groß Piastenthal) ist ein Dorf in Niederschlesien. Der Ort liegt in der Gmina Lubsza im Powiat Brzeski in der polnischen Woiwodschaft Opole.

## Geographie

### Geographische Lage
Das Straßendorf Piastowice liegt rund drei Kilometer südlich vom Gemeindesitz Lubsza (Leubusch), ca. fünf Kilometer nördlich der Kreisstadt Brzeg (Brieg) und rund 50 Kilometer nordwestlich der Woiwodschaftshauptstadt Oppeln. Der Ort liegt in der Nizina Śląska (Schlesische Tiefebene) innerhalb der Równina Oleśnicka (Oelser Ebene). 

### Nachbarorte
Nachbarorte von Piastowice sind im Norden der Gemeindesitz Lubsza (Leupusch), im Osten Czepielowice (Tschöplowitz) und im Südwesten Michałowice (Michelwitz).

## Geschichte
Nach dem Ersten Schlesischen Krieg 1742 fiel Groß Piastenthal zusammen mit dem größten Teil Schlesiens an Preußen.
Nach der Neugliederung Preußens gehörte die Landgemeinde Groß Piastenthal ab 1815 zur Provinz Schlesien und war ab 1816 dem Landkreis Brieg eingegliedert, mit dem es bis 1945 verbunden blieb. 1874 wurde der Amtsbezirk Leubusch gegründet, welcher die Landgemeinden Groß Leubusch, Groß Piastenthal, Klein Leubusch, Klein Piastenthal, Louisenfeld und Neu Leubusch und die Gutsbezirken Brieger Stadtwald, Groß Leubusch und Klein Leubuschumfasste. 1885 zählte der Ort 223 Einwohner. Am 20. September 1897 wurden die Ortschaften Groß Piastenthal, Klein Piastenthal und Louisenfeld zur neuen Landgemeinde Piastenthal zusammengeschlossen.
1933 zählte Piastenthal 292, 1939 wiederum 277 Einwohner. Bis 1945 befand sich der Ort im Landkreis Brieg.
Als Folge des Zweiten Weltkriegs fiel Groß Piastenthal wie fast ganz Schlesien 1945 an Polen, wurde in Piastowice umbenannt und der Woiwodschaft Schlesien angegliedert. Die deutsche Bevölkerung wurde, soweit sie nicht vorher geflohen war, weitgehend vertrieben. Die neu angesiedelten Bewohner waren zum Teil Heimatvertriebene aus Ostpolen. 1950 kam der Ort zur Woiwodschaft Oppeln. 1999 kam der Ort zum Powiat Brzeski.

## Sehenswürdigkeiten

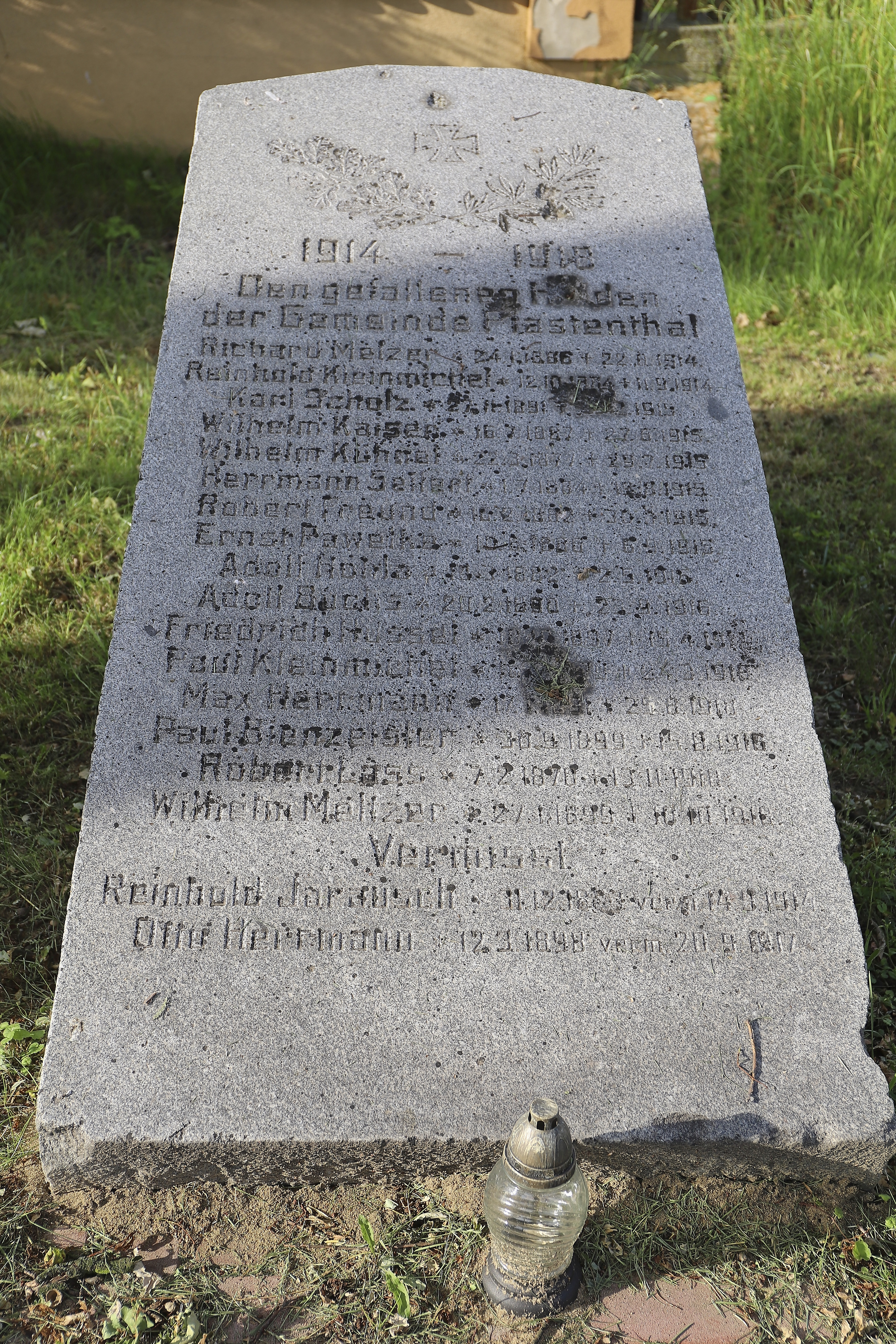
Gedenkstein für die Gefallenen des 1. Weltkrieges

- Denkmal für die gefallenen Soldaten des Ersten Weltkriegs